# Ескадрені міноносці типу 1934A
Ескадрені міноносці типу 1934A (нім. Zerstörer 1934A) — клас ескадрених міноносців, що випускалися німецькими суднобудівельними компаніями з 1935 по 1936 роки. Загалом було побудовано 12 кораблів цього типу, які взяли найактивнішу участь у бойових діях на морі з початком Другої світової війни. Під час війни сім есмінців загинули, решта служили до кінця війни та у післявоєнний час були передані по репараціям флотам країн-переможців у Другій світовій війні. Один есмінець цього типу передали Великій Британії й по два отримали французький та радянський флоти.

## Список есмінців типу 1934A
| №  | Назва                  | Корабельня            | Дата закладки    | Дата спуску на воду | Дата введення до складу флоту | Дата виведення зі складу флоту/загибелі | Статус |
| -- | ---------------------- | --------------------- | ---------------- | ------------------- | ----------------------------- | --------------------------------------- | --- |
| 1  | Z5 «Пауль Якобі»       | DeSchiMAG, Бремен     | 15 липня 1935    | 24 березня 1936     | 29 червня 1937                | травень 1945                            | 1945 році переданий по репараціях Великій Британії; 1946 році переданий флоту Франції як «Десо» («Desaix»)                                                                                         |
| 2  | Z6 «Теодор Рідель»     | DeSchiMAG, Бремен     | 18 липня 1935    | 22 квітня 1936      | 2 липня 1937                  | травень 1945                            | 1945 році переданий по репараціях Великій Британії; 1946 році переданий флоту Франції як «Клебер» («Kleber»)                                                                                       |
| 3  | Z7 «Герман Шеман»      | DeSchiMAG, Бремен     | 7 вересня 1935   | 16 липня 1936       | 9 вересня 1937                |                                         | 2 травня 1942 року дістав важких пошкоджень у бою з британським крейсером «Единбург» та есмінцем «Форестер» під час атаки на конвой QP 11 у Баренцевому морі. Залишений екіпажем та затоплений Z24 |
| 4  | Z8 «Бруно Гайнеманн»   | DeSchiMAG, Бремен     | 14 січня 1936    | 15 вересня 1936     | 8 січня 1938                  |                                         | 25 січня 1942 року при підготовці до прориву німецьких лінкорів з Бреста в Німеччину підірвався на двох британських авіаційних магнітних мінах у 8 милях на північ від Дюнкерка                    |
| 5  | Z9 «Вольфганг Зенкер»  | Germaniawerft, Кіль   | 22 березня 1935  | 27 березня 1936     | 2 липня 1938                  |                                         | 13 квітня 1940 року у ході другої битви за Нарвік затоплений екіпажем в Уфут-фіорді |
| 6  | Z10 «Ганс Лоді»        | Germaniawerft, Кіль   | 1 квітня 1935    | 14 травня 1936      | 13 вересня 1938               | травень 1945                            | 1945 році переданий по репараціях Великій Британії; 17 липня 1949 року розібраний на брухт |
| 7  | Z11 «Бернд фон Арнім»  | Germaniawerft, Кіль   | 26 квітня 1935   | 8 липня 1936        | 6 грудня 1938                 |                                         | 13 квітня 1940 року у ході другої битви за Нарвік затоплений екіпажем в Уфут-фіорді |
| 8  | Z12 «Еріх Гізе»        | Germaniawerft, Кіль   | 3 травня 1935    | 12 березня 1937     | 4 березня 1939                |                                         | 13 квітня 1940 року загинув у другій битві за Нарвік від вогню британського лінкора «Воспайт» та есмінця «Бедуїн»                                                                                  |
| 9  | Z13 «Еріх Келлнер»     | Germaniawerft, Кіль   | 12 жовтня 1935   | 18 березня 1937     | 28 серпня 1939                |                                         | 13 квітня 1940 року загинув у другій битві за Нарвік від вогню британського лінкора «Воспайт» та британських есмінців                                                                              |
| 10 | Z14 «Фрідріх Ін»       | Blohm + Voss, Гамбург | 30 травня 1935   | 15 листопада 1936   | 6 квітня 1938                 |                                         | Наприкінці 1945 року переданий по репараціях ВМФ СРСР, як есмінець «Приткий»; 22 березня 1952 року списаний на брухт                                                                               |
| 11 | Z15 «Ерік Штайнбрінк»  | Blohm + Voss, Гамбург | 30 травня 1935   | 24 вересня 1936     | 31 травня 1938                |                                         | 2 січня 1946 року переданий по репараціях ВМФ СРСР, як есмінець «Пилкий»; 30 квітня 1949 року перероблений на плавучу казарму ПКЗ-2, а в 1958 році списаний на брухт                               |
| 12 | Z16 «Фрідріх Еккольдт» | Blohm + Voss, Гамбург | 4 листопада 1935 | 21 березня 1937     | 28 липня 1938                 |                                         | 31 грудня 1942 року загинув у бою в Баренцевому морі при спробі кораблів Крігсмаріне атакувати союзний конвой JW 51B                                                                               |